# Hoger beroep
Hoger beroep (ook wel appel) is een gewoon rechtsmiddel waarbij de beslissing van een lager gerecht wordt bestreden bij een hoger gerecht. Dit gerecht bekijkt de zaak helemaal opnieuw: dit is de zogenaamde devolutieve werking van het hoger beroep.
De partij die in hoger beroep gaat, hoopt meestal dat de hogere rechter een gunstigere uitspraak doet. De kans bestaat echter dat de nieuwe uitspraak minder gunstig is en ook dan moet de partij dat accepteren. Vereist is wel dat men belang heeft bij het instellen van het hoger beroep, wat bijvoorbeeld inhoudt dat iemand geen beroep kan instellen tegen een vonnis dat gunstig is voor hem.

## Hoger beroep in Nederland

### Waar hoger beroep?
In Nederland kan tegen een vonnis van een rechter in eerste aanleg hoger beroep worden ingesteld. Bij strafrecht en civiel recht kan hoger beroep ingesteld worden bij het gerechtshof. Bij bestuursrecht wordt hoger beroep ingesteld bij de Centrale Raad van Beroep, het College van Beroep voor het bedrijfsleven of de Afdeling bestuursrechtspraak van de Raad van State. In Aruba, Curaçao, Sint Maarten en de BES-eilanden kan hoger beroep worden ingesteld bij het Gemeenschappelijk Hof van Justitie van Aruba, Curaçao, Sint Maarten en van Bonaire, Sint Eustatius en Saba.
In voorkomende gevallen dient (ook) bij bestuursrecht hoger beroep ingesteld te worden bij het gerechtshof. Een voorbeeld hiervan is in belastingzaken.

### Mogelijkheden voor hoger beroep
In Nederland kan maar eenmaal hoger beroep worden ingesteld tegen een uitspraak. Na hoger beroep staat alleen nog beroep in cassatie bij de Hoge Raad open, waarbij de zaak niet inhoudelijk wordt behandeld, maar waarbij slechts wordt beoordeeld of het recht goed is toegepast en juist is geïnterpreteerd. 

### Hoger beroep in het civiel recht
In het civiel recht kan een van de partijen, of beide partijen hoger beroep instellen. Het hoger beroep dat als eerste wordt ingesteld heet principaal appel. Wanneer de andere partij daarop ook hoger beroep instelt tegen dezelfde uitspraak, heet dat incidenteel hoger beroep, ook wel incidenteel appel. Hoger beroep wordt niet altijd behandeld als het een financieel vonnis bedraagt van minder dan 1750 euro. Na het indienen van het hoger beroep wordt gekeken of de zaak daar ook daadwerkelijk voor in aanmerking komt.
De termijn voor het instellen van hoger beroep is in een gewone procedure drie maanden vanaf de dag dat het bestreden vonnis is gewezen (uitgesproken). Die termijn geldt voor het principaal beroep. Het hoger beroep wordt ingesteld door het uitbrengen van een dagvaarding bij de wederpartij. Als die dagvaarding binnen drie maanden is uitgebracht, dan is het beroep tijdig ingesteld. In de dagvaarding bepaalt de partij die in hoger beroep gaat zelf de dag waarop de zaak voor het eerst zal dienen bij het Gerechtshof. Die datum hoeft niet binnen de beroepstermijn te liggen.
De partij die hoger beroep instelt wordt de appellant genoemd en is feitelijk de eiser in hoger beroep. De geïntimeerde (ook wel: geappelleerde) is dan de verwerende partij.
Nadat beroep is ingesteld kan de wederpartij ook zelf hoger beroep instellen zonder dat daaraan een termijn verbonden is. Hij dient dat dan wel te doen uiterlijk bij het indienen van zijn eerste processtuk, de zogenaamde memorie van antwoord. Die memorie heet in dat geval memorie van antwoord in het principaal appel, tevens memorie van grieven in incidenteel appel.
Na het indienen van de stukken (in juridisch jargon: het nemen van de stukken), kan een partij pleidooi vragen. In dat geval vindt er een echte zitting plaats. Als geen van beide partijen pleidooi vraagt, wordt een zaak alleen behandeld op zogenaamde rolzittingen.
Bij het Gerechtshof is het nog gebruikelijk om, aan het einde van de schriftelijke en/of mondelinge behandeling van de zaak, de processtukken over te leggen. Dat wordt fourneren genoemd. Na het fourneren bepaalt het Hof een datum voor de uitspraak. Die uitspraak van het gerechtshof wordt arrest of beschikking genoemd. 
De uitspraak kan zowel een bekrachtiging inhouden van het oorspronkelijke vonnis, als een vernietiging. In dat laatste geval geeft het Gerechtshof zelf een nieuwe beslissing.

### Hoger beroep in het strafrecht

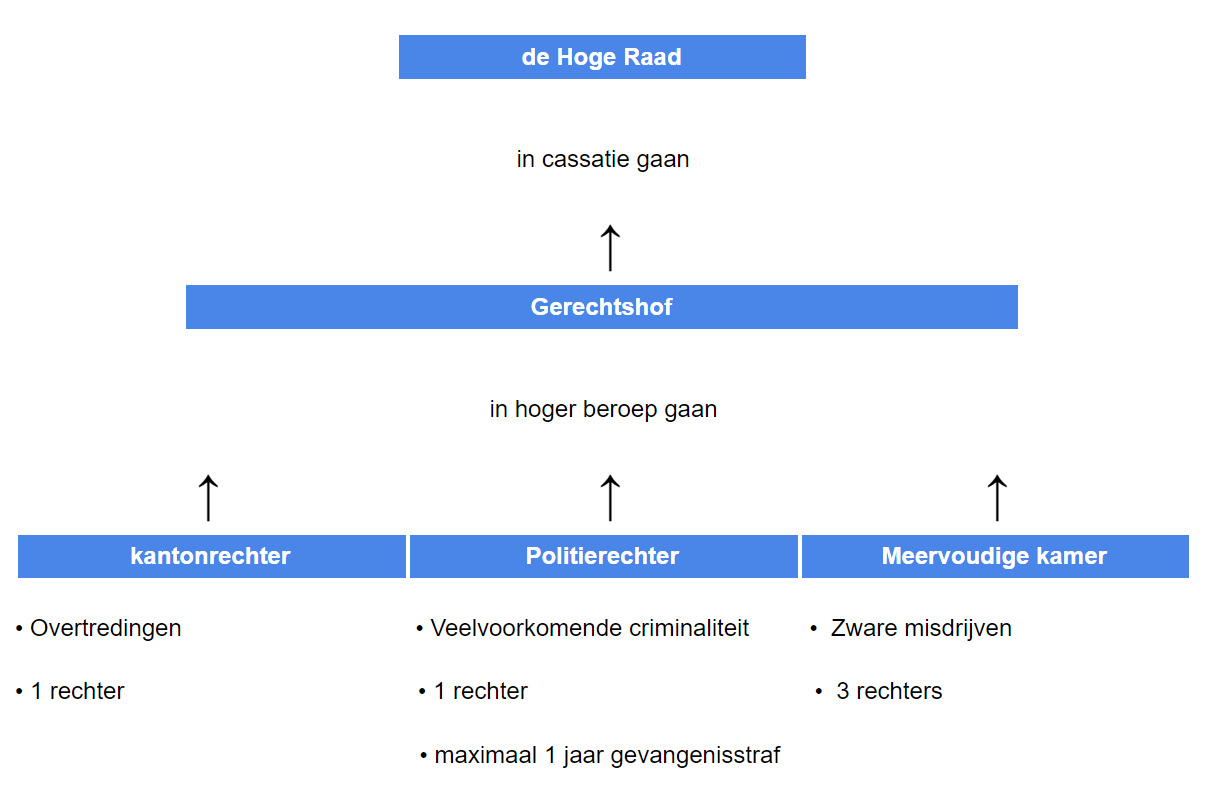
Schematisch overzicht van het hoger beroep en cassatie in het strafrecht.

In het Nederlandse strafrecht staat het zowel het Openbaar Ministerie als de verdachte in beginsel open om hoger beroep in te stellen tegen een vonnis van de rechtbank. Voor beide geldt een beroepstermijn van twee weken, dat wil zeggen dat de dag van ontvangst door de griffie uiterlijk twee weken na de dagtekening van het vonnis is. Deze regel wordt zeer strikt toegepast. De zaak wordt dan door het Gerechtshof in behandeling genomen.
Een uitzondering op deze mogelijkheid om in beroep te gaan, geldt indien de verdachte in eerste aanleg wegens een overtreding veroordeeld is tot een geldboete van maximaal 50 euro, of wanneer de verdachte schuldig is bevonden zonder oplegging van straf of maatregel. Verder kan een verdachte nooit in hoger beroep gaan tegen een vrijspraak, dus ook niet wanneer deze van opvatting is dat in plaats van de vrijspraak een niet-ontvankelijkheid of ontslag van alle rechtsvervolging had moeten volgen. Tegen een niet-ontvankelijkheid of ontslag van alle rechtsvervolging overigens kan de verdachte wel in hoger beroep komen, net als tegen een schuldigverklaring zonder oplegging van straf of maatregel inzake een misdrijf.

## Hoger Beroep in België
In België is er enkel een echt recht op hoger beroep in strafzaken. Volgens Hof van Cassatie is het recht op dubbele aanleg namelijk geen algemeen rechtsbeginsel in  niet-strafzaken.

### Waar hoger beroep?
In België kan men bij verschillende rechtbanken beroep aantekenen, afhankelijk van de aard van het geschil, dus ook afhankelijk van de rechtbank die de eerste aanleg behandelde:
- de politierechtbank is de beroepsinstantie voor gemeentelijke administratieve sancties
- de rechtbank van eerste aanleg behandelt het hoger beroep tegen uitspraken die in eerste aanleg gedaan zijn door het vredegerecht (behalve handelsgeschillen tussen handelaars) of de politierechtbank
- de ondernemingsrechtbank is bevoegd voor het hoger beroep tegen vonnissen die in eerste aanleg zijn uitgesproken door de vrederechter inzake handelsgeschillen tussen handelaars
- de vijf hoven van beroep behandelen het hoger beroep tegen vonnissen die in eerste aanleg geveld zijn door de rechtbank van eerste aanleg of de ondernemingsrechtbank
  - bij vonnissen in burgerlijke zaken is dat een burgerlijke kamer van het hof van beroep
  - bij vonnissen in strafzaken (van de correctionele rechtbank) is dat een correctionele kamer van het hof van beroep
  - bij vonnissen in jeugdzaken (van de jeugdrechtbank) is dat een jeugdkamer van het hof van beroep
- de vijf arbeidshoven behandelen het hoger beroep tegen vonnissen van de arbeidsrechtbank
- in bestuurszaken is er vaak een bezwaarprocedure voorzien, mogelijk gevolgd door een (cassatie)beroep bij de Raad van State
- in belastingzaken is er vaak eerst een bezwaarprocedure voorzien, mogelijk gevolgd door een eerste aanleg (bij de rechtbank van eerste aanleg) en een beroep (bij het hof van beroep).

Tegen de uitspraken van al deze verschillende beroepsinstanties, behalve de Raad van State, is nog een beperkt cassatieberoep bij het Hof van Cassatie mogelijk. 

### Mogelijkheden voor hoger beroep
Beroep is mogelijk in zowat alle zaken, behalve bij financieel onbelangrijke geschillen en alle zaken die dienen bij het Hof van Assisen. Financieel onbelangrijke geschillen zijn geschillen waarvan de uiteindelijke waarde onder de 1860 euro ligt die in eerste aanleg uitgesproken zijn door de vrederechter of de politierechtbank of onder de 2500 euro ligt voor zaken uitgesproken door de rechtbank van eerste aanleg en de ondernemingsrechtbank. Voor zulke zaken staat echter wel altijd cassatieberoep open.